# Nacer Bouiche
Nacer Bouiche (Argel, Argelia, 16 de mayo de 1963) es un exfutbolista de Argelia que jugaba en la posición de delantero centro.

## Carrera

### Club
| Periodo   | Club           | Apariciones | Goles |
| --------- | -------------- | ----------- | ----- |
| 1980-1983 | CR Belouizdad  | 50          | 4     |
| 1983-1990 | JS Kabylie     | 200         | 137   |
| 1990-1991 | Ferencváros TC | 12          | 4     |
| 1991-1992 | Red Star FC    | 23          | 8     |
| 1992-1993 | Paris FC       | 7           | 0     |
| 1993-1994 | Ferencváros TC | 20          | 5     |
| 1994-1996 | Qatar SC       | 10          | 4     |

### Selección nacional
Jugó para Argelia en 16 ocasiones de 1984 a 1992 y anotó seis goles; participó en los Juegos Mediterráneos de 1987 y en cuatro ediciones de la Copa Africana de Naciones.

## Logros

### Club
- Campeonato Nacional de Argelia (5): 1983, 1985, 1986, 1989, 1990
- Copa de Argelia (1): 1986
- Copa Africana de Clubes Campeones (1): 1990
- Copa de Hungría (1): 1991
- Copa del Jeque Jassem (1): 1995

### Selección nacional
- Copa Africana de Naciones (1): 1990

### Individual
- Goleador del Campeonato Nacional de Argelia en 1984 (17 goles) y 1986 (36 goles).
- Récord de más goles en una temporada en el Campeonato Nacional de Argelia con 36 en 1985-1986.
- Récord de goles en una sola temporada de fútbol en Argelia con 46 en la temporada 1985-1986 (36 en liga, cuatro en la Copa Africana de Clubes Campeones y seis en la copa nacional).
- Goleador de la Copa Africana de Clubes Campeones 1990 con 7 goles.
- Goleador histórico del JS Kabylie con 137 goles.
- Goleador histórico del JS Kabylie en el Campeonato Nacional con 113 goles.
- Goleador histórico del JS Kabylie en torneos continentales con 11 goles.